# Азанде мистецтво

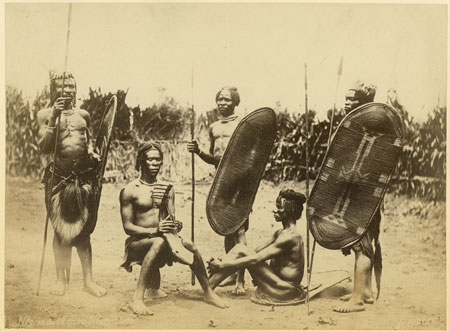
Азанде чоловіки-воїни з щитами і арфою, фото 1877—80 рр.

Аза́нде мисте́цтво представляє культурне набуття народу азанде, що проживає в центральній Африці.
Відомі дерев'яні чоловічі та жіночі статуетки таємної спілки Мані, які зображають предків. Вони мають чітку та незмінну композиційну схему — єдиний циліндричний стержень, який утворює тулуб та шию, короткі, піддані круговому ритму, руки, складені з 3 частин майже однакової величини (плече, передпліччя та кисть), легко розставлені ноги з важкими, слабко розчленованими ступнями. Пропорції голови майже правильні, легко стилізоване лице складається з 2 частин — випуклого чола, контрастуючого з трохи увігнутою нижньою частиною лиця. При всій умовності фігури відрізняються великою пластичною експресією.
До виробів круглої скульптури можуть бути віднесені музичні інструменти (арфи і так звані санси), які представляють стилізовану людську фігуру або напівфігуру. Дерев'яною основою арф слугує чоловіча фігура з видовженою вигнутою шиєю. Санса являє собою лежачу жіночу фігуру з витягнутими руками та трохи зігнутими в колінах ногами, у якої дерев'яний резонатор та набір тонких пластинок з дерева чи металу (так звані ламелі) вміщуються в області живота та грудей.
Серед керамічних виробів азанде — антропоморфні посудини з жіночою головою.